# Корпус Херметикум
Corpus Hermeticum је збирка од 17 старогрчких списа чије се ауторство традиционално приписује легендарној хеленистичкој личности Хермесу Трисмегисту, синкретичкој комбинацији грчког бога Хермеса и египатског бога Теута. Трактати у корпусу су првобитно написани у периоду око 100. — око 300. године, али збирку каква је данас позната први су саставили средњовековни византијски уредници. На латински су га у 15. веку превели италијански хуманисти Марсилио Фићино (1433–1499) и Лодовико Лазарели (1447–1500).
Иако латинска, реч corpus је обично резервисан за читав корпус постојећих списа који се односе на неког аутора или тему, Corpus Hermeticum садржи само мали избор постојећих херметичких текстова (текстови који се приписују Хермесу Трисмегисту, познатијем као Hermetica). Њене појединачне расправе цитирали су многи аутори почев од другог и трећег века па надаље, али је збирка ових текстова  као таква први пут посведочена тек у делима византијског филозофа Михаила Псела (око 1017–1078).
Након што су их Фићино и Лазарели превели на латински, Corpus Hermeticum је у великој мери утицао на западну езотеричну традицију. Посебно се сматрало важним током ренесансе и реформације, у којима је херметизам често функционисао као врста средњег положаја између хришћанства и паганизма. Хермесова перципирана антика осигурала је да ће свако писање које му се приписује заузети важно место у Фићиновој доктрини prisca theologia („античка теологија“), која потврђује да постоји јединствена, истинска теологија која је присутна у свим религијама и коју је Бог дао човечанству у далекој, исконској прошлости.

## Позадина
Већина текстова је представљена у облику дијалога, омиљеног облика дидактичког материјала у антици . Најпознатија расправа у Corpus Hermeticum је његова уводна расправа, која се зове Поимандр. Међутим, барем до 19. века, ово име (под разним облицима, као што су Пимандер или Пимандр) се такође уобичајено користило за означавање збирке као целине.
Превод Corpus Hermeticum из 15. века на латински је дао основни подстрек у развоју ренесансне мисли и културе, имајући дубок утицај на филозофе као што су Пико дела Мирандола (1463–1494), Ђордано Бруно (1548–1600), Франческо Патрићи (1529–1597), Роберт Флуд (1574–1637), и многих других.

## Латински превод
Године 1462, Марсилио Фићино (1433–1499) је радио на латинском преводу Платонових сабраних дела за свог покровитеља Козима де Медичија (првог члана чувене породице Медичи која је владала Фиренцом током италијанске ренесансе). Међутим, када је рукопис Corpus Hermeticum постао доступан, одмах је прекинуо рад на Платону како би почео да преводи Хермесова дела, за која се у то време сматрало да су много старија, па самим тим и ауторитативнија, од Платонових.
Док је Фићино превео првих четрнаест расправа (I–XIV), Лодовико Лазарели (1447–1500) je превео преостала три (XVI–XVIII). Поглавље XV издања раног модерног доба је некада била испуњена записом из Суда (византијске енциклопедије из десетог века) и три одломка из херметичких дела које је сачувао Јоанес Стобаеус (ф. пети век), али је ово поглавље изостављено у каснијим издањима, која стога не садрже поглавље XV.

## Називи расправа
Трактати садржани у Corpus Hermeticum су:
- I. Поимандрова беседа Хермесу Трисмегисту
- II. Хермес Асклепију
- III. Света беседа Хермесова
- IV. Беседа Хермеса Тату: Посуда за мешање илити монада
- V. Хермесова беседа Тату, његовом сину: Тај бог је невидљив и потпуно видљив
- VI. Хермес Асклепију: Да је добро само у Богу и нигде другде
- VII. Да је највеће зло у човечанству незнање о Богу
- VIII. Хермес Тату: Да ништа од ствари које постоје није уништено, и греше они који кажу да су промене смрти и уништења
- IX. Хермес Асклепију: О разумевању и осећајности: [Да су лепо и добро само у Богу и нигде другде]
- X. Хермес Тату: Кључ
- XI. Ум (Ноза) Хермесу
- XII. Хермес Тату: О заједничком уму
- XIII. Хермес Тату, тајни дијалог на планини: О поновном рођењу и о завету ћутања
- XIV. Хермес Асклепију: Здравље духа
- XVI.[а] Асклепије краљу Амону: Дефиниције о богу, материји, пороку, судбини, сунцу, интелектуалној суштини, божанској суштини, човечанству, распореду обиља, седам звезда и човечанству према слици
- XVII. Асклепије цару Амону
- XVIII. Тат краљу: О души ометеној осећањима тела

### Радови навео
- Bull, Christian H. (2018). The Tradition of Hermes Trismegistus: The Egyptian Priestly Figure as a Teacher of Hellenized Wisdom. Religions in the Graeco-Roman World: 186. Leiden: Brill. ISBN 978-90-04-37084-5. doi:10.1163/9789004370845.
- Copenhaver, Brian P. (1992). Hermetica: The Greek Corpus Hermeticum and the Latin Asclepius in a New English Translation, with Notes and Introduction. Cambridge: Cambridge University Press. ISBN 0-521-42543-3.
- Ebeling, Florian (2007). The Secret History of Hermes Trismegistus: Hermeticism from Ancient to Modern Times. Превод: Lorton, David. Ithaca: Cornell University Press. ISBN 978-0-8014-4546-0. JSTOR 10.7591/j.ctt1ffjptt.
- Fowden, Garth (1986). The Egyptian Hermes: a Historical Approach to the Late Pagan Mind. Cambridge University Press. ISBN 0-521-32583-8. OCLC 13333446.
- Hanegraaff, Wouter J. (2006). „Lazzarelli, Lodovico”.  Ур.: Hanegraaff, Wouter J. Dictionary of Gnosis and Western Esotericism. Leiden: Brill. стр. 679—683. ISBN 9789004152311.
- Salaman, Clement; van Oyen, Dorine; Wharton, William D.; Mahé, Jean-Pierre (1999). The Way of Hermes. London: Duckworth Books. ISBN 9780892811861.